# Dariusz Zaborek
Dariusz Zaborek (ur. 8 stycznia 1963 w Lublinie) – polski dziennikarz, publicysta, reporter i autor wywiadów.

## Życiorys
Absolwent Państwowej Szkoły Muzycznej im. Józefa Elsnera w Warszawie (muzyk-wokalista) oraz Wydziału Dziennikarstwa i Nauk Politycznych Uniwersytetu Warszawskiego. Od 1995 związany z Gazetą Wyborczą. Publikował również w miesięczniku „Odra”. Debiutował w 1995 roku na łamach Magazynu Gazety Wyborczej (obecnie Duży Format) reporterską sylwetką Marii Fołtyn pt. Mówią o niej wdowa po Moniuszce.
W 1998 roku dyskusję wśród znanych reporterów na łamach miesięcznika Press wywołał jego reportaż: Daj mi raj mały, jak wypłata nt. sponsoringu seksualnego kobiet i mężczyzn w Polsce. Od roku 2000 zajmuje się wywiadem prasowym. Jego wywiady z Franciszkiem Pieczką i Jerzym Fedorowiczem znalazły się w miesięczniku „Nowaja Polsza”, a rozmowy z prof. Barbarą Skargą i ks. Janem Twardowskim w podręcznikach szkolnych do języka polskiego. Jego wywiad z prof. Wiesławem Chrzanowskim ukazał się w książce: Grand Press. Dziennikarskie Hity 2006 (Press. Poznań. 2007). Wywiad z Bogusławem Kaczyńskim ukazał się w książce: Grand Press. Dziennikarskie Hity 2009 (Press. Poznań. 2010). W marcu 2011 roku wydawnictwo Agora wydało książkę Dariusza Zaborka: "Życie. Przewodnik praktyczny". To zbiór jego 16 wywiadów z Magazynu Duży Format Gazety Wyborczej. Bohaterowie rozmów to: Władysław Bartoszewski, Wiesław Chrzanowski, Janusz Czapiński, Maria Fołtyn, Michał Głowiński, Andrzej Jaczewski, Anita Halina Janowska, Zygmunt Kałużyński, Katarzyna Lengren, Jerzy Maksymiuk, Franciszek Pieczka, Franciszek Starowieyski, Magdalena Środa, Michalina Wisłocka, Józef Życiński.
W maju 2014 roku wydawnictwo Czarne wydało książkę Dariusz Zaborka: "Czesałam ciepłe króliki. Rozmowa z Alicją Gawlikowską - Świerczyńską" - wywiad z 94-letnią lekarką, byłą więźniarką niemieckiego obozu koncentracyjnego w Ravensbruck.

## Nagrody i wyróżnienia
- 2005 – finalista nagrody im. Barbary N. Łopieńskiej[5] za wywiady z ks. Michałem Czajkowskim i dr Michaliną Wisłocką
- 2006 – finalista konkursu Grand Press za wywiad z prof. Wiesławem Chrzanowskim
- 2006 – finalista nagrody im. Barbary N. Łopieńskiej za wywiad z Władysławem Bartoszewskim
- 2007 – finalista nagrody im. Barbary N. Łopieńskiej za wywiady z prof. Wiesławem Chrzanowskim i Marią Fołtyn
- 2008 – finalista nagrody im. Barbary N. Łopieńskiej za wywiady z Anną Polony i Andrzejem Rosiewiczem
- 2009 – laureat nagrody im. Barbary N. Łopieńskiej za wywiad z Bogusławem Kaczyńskim pt. Ja, Maria Callas
- 2009 – finalista konkursu Grand Press za wywiad z Bogusławem Kaczyńskim
- 2010 – finalista nagrody im. Barbary N. Łopieńskiej za wywiad z Katarzyną Lengren
- 2011 – finalista nagrody im. Barbary N. Łopieńskiej za wywiady z prof. Michałem Głowińskim i Anitą Haliną Janowską
- 2013 – finalista nagrody im. Barbary N. Łopieńskiej za wywiady z Zofią Bartoszewską i Stanisławą Celińską.

## Książki
- Życie. Przewodnik praktyczny, Wydawnictwo Agora, 2011[6][7].
- Czesałam ciepłe króliki, Wydawnictwo Czarne, 2014.